# 里斯利站
里斯利站是一座多倫多地鐵雪柏線車站，坐落加拿大安大略省多倫多北約克的里斯利街（Leslie Street）和雪柏東路（Sheppard Avenue East）的交界處以西，於2002年11月22日聯同該線其他車站一起開幕。
下列由多倫多公車局營運的巴士線駛經里斯利站：
- 51號里斯利巴士線（Leslie）
- 85號雪柏東巴士線（Sheppard East）
- 385號雪柏東深宵巴士線（Sheppard East）

## 外部連結
- 维基共享资源上的相關多媒體資源：里斯利站
- （英文）TTC Leslie Station－多倫多公車局網站 里斯利站頁面